# Strammelse
Strammelse is een plaats in de Deense regio Zuid-Denemarken, gemeente Svendborg. De plaats telt ca. 200 inwoners (2008).